# Demetrius Jackson
Demetrius Montell Jackson jr. (South Bend, 7 settembre 1994) è un ex cestista statunitense.

## Carriera
È stato selezionato dai Boston Celtics al secondo giro del Draft NBA 2016 (45ª scelta assoluta).